# Stiftskirche Walbeck

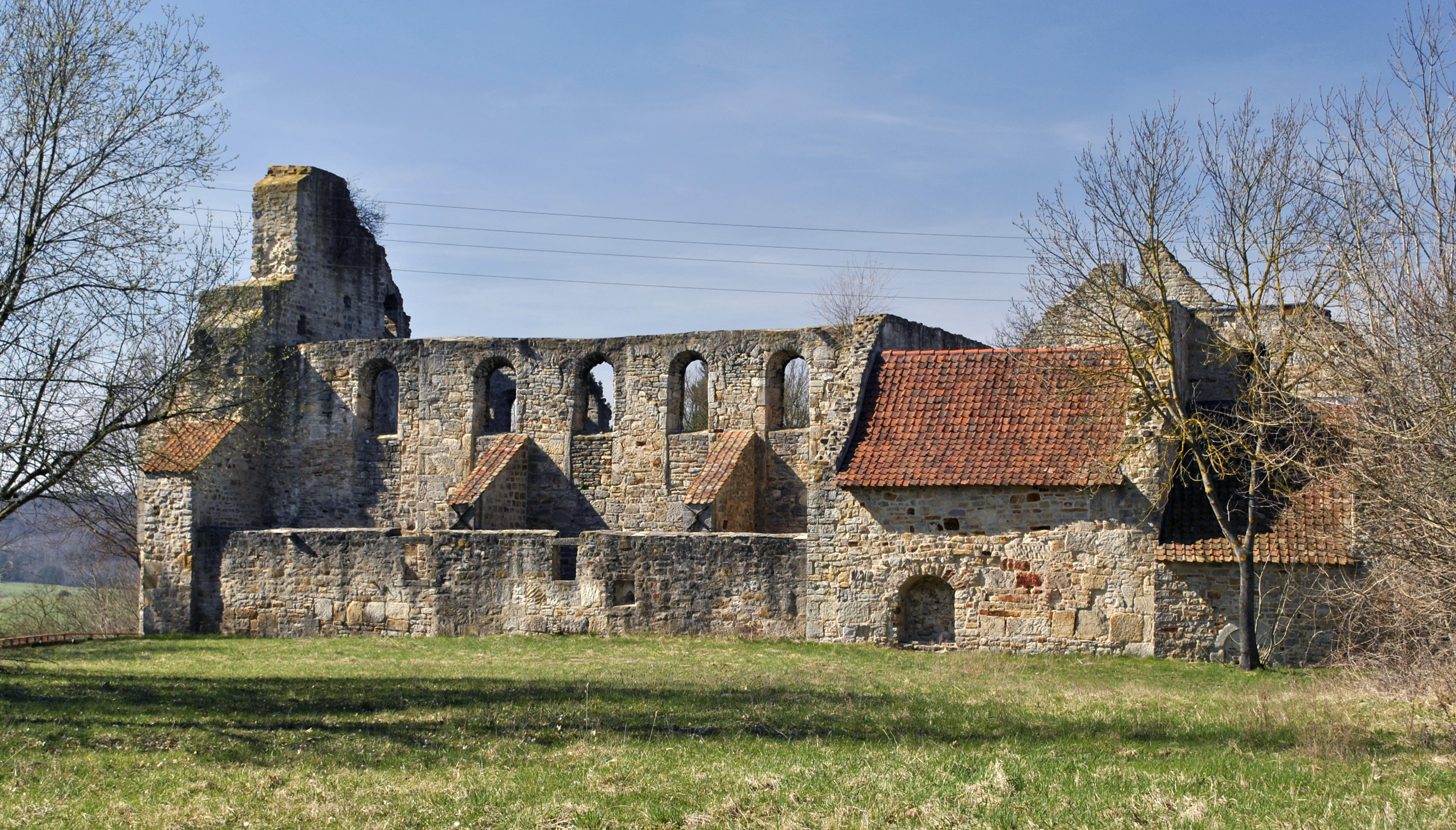
Ruine der Stiftskirche Walbeck von Südosten, 2018

Die Stiftskirche Walbeck ist die Ruine einer ottonischen Stiftskirche in Walbeck, einem Stadtteil von Oebisfelde-Weferlingen im Landkreis Börde. Die in weiten Teilen des aufgehenden Bestandes erhaltene, auf einem Kalksteinfelsen 25 Meter über dem Allertal gelegene Ruine erlaubt wertvolle Erkenntnisse über die Bautechnik in der Ottonenzeit. Heute ist die Ruine eine Station an der Straße der Romanik.

## Das Stift Walbeck

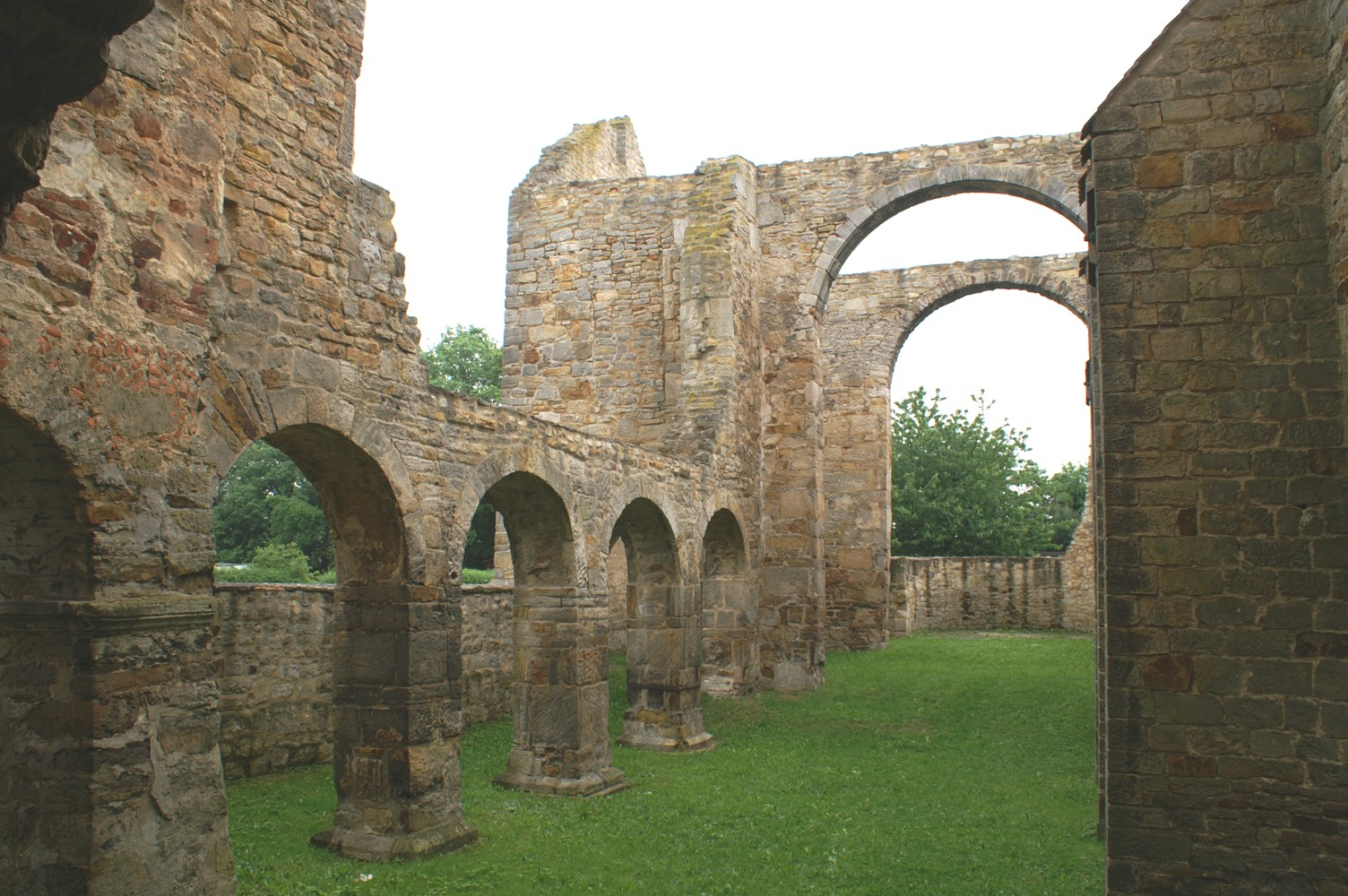
Blick ins Kirchenschiff nach Osten, 2007

Das Stift Walbeck wurde 942 vom Grafen Lothar II. auf seiner Burg als Hauskloster der Walbecker Grafen gegründet. Anlass zur Gründung war, dass sich Lothar 941 an einer Verschwörung des Bayernherzogs Heinrich gegen dessen Bruder König Otto I. beteiligt hatte, die jedoch aufgedeckt wurde. Lothar war zunächst wie viele der Verschwörer zum Tod verurteilt, erlangte aber durch Fürsprache seiner Freunde eine Begnadigung. Er verlor außer seinen Allodialgütern allen Besitz und wurde zudem zur Errichtung der Kirche verpflichtet, die so in seiner Burg platziert war, dass deren militärischer Wert stark gemindert war.
Die bekannteste Person der Stiftsgeschichte war der Chronist und Bischof Thietmar von Merseburg, der als Enkel des Stifters Lothar ab 1002 Propst des Kanonikerstiftes war. In dieser Eigenschaft weihte er 1015 die Kirche neu, die vier Jahre zuvor durch einen Brand beschädigt worden war. Wohl in diesem Zusammenhang entstand auch die Walbecker Glocke, eine der ältesten noch heute erhaltenen Kirchenglocken, die sich derzeit im Fundus des Bodemuseums in Berlin befindet. Thietmar überlieferte auch die Gründungsgeschichte Walbecks.
1219 wurden die Reste der Burg nach dem Aussterben der Walbecker Grafen geschleift, dabei wurde auch der nach dem Brand errichtete Westturm der Kirche wieder entfernt. Das Kanonikerstift St. Maria wurde 1229 dem Domkapitel Halberstadt unterstellt. 1591 wurde das Stift reformiert. In der Folgezeit begann die Kirche zu verfallen. 1731 fanden seit vielen Jahren keine Gottesdienste mehr in der Kirche statt. 1810 wurde das Stift endgültig aufgehoben.

## Die Kirche

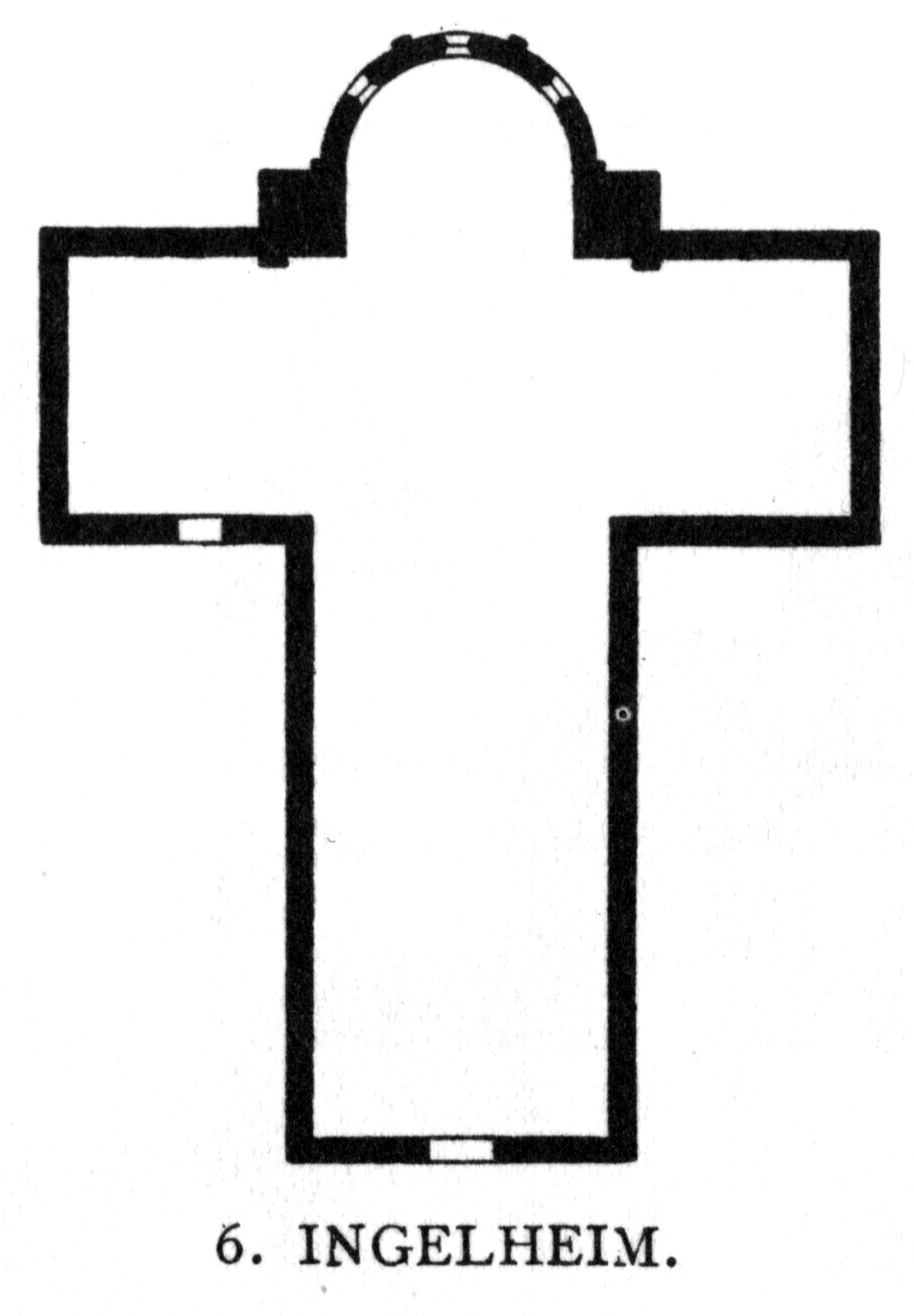
Der Grundriss des Ursprungsbaus von Walbeck war dem der Saalkirche in Ingelheim vergleichbar, Walbeck hatte lediglich ein zusätzliches querrechteckiges Chorjoch zwischen Querhaus und Apsis.

Die Stiftskirche wurde ab 942 erbaut; fertiggestellt wurde der ursprüngliche Bau vor 964, da in diesem Jahr der Stifter Lothar in einer Tumba in der Vierung beigesetzt wurde. Geweiht war die Kirche den Heiligen Maria, Pankratius und Anna. Die Form des Ursprungsbaus kann aus dem erhaltenen Mauerwerk erschlossen werden: es handelte sich um eine einschiffige Saalkirche mit einem durchgehenden Querhaus, einem Chorjoch und einer den Bau nach Osten abschließenden Apsis. Insgesamt war die Kirche etwa 31 Meter lang, das Querhaus war 19 Meter breiter als das Kirchenschiff. Um 1000 wurde die Kirche stark erweitert und um etwa sieben Meter oder zwei Joche nach Westen verlängert. Sie erhielt ein Westwerk mit einer Emporenanlage sowie niedrige Seitenschiffe, die die Saalkirche in eine Basilika verwandelten, hierzu wurden die ursprünglichen Seitenmauern durchbrochen. Dabei wurden Bogenstellungen und Pfeiler in die Langhauswände eingezogen, die Baunaht ist bis heute sehr gut zu erkennen. Die ursprünglichen Fenster mussten aufgegeben werden und wurden zugemauert.
Gegen 1100 erfolgte die zweite Erweiterung nach Westen: Vor den Eingang wurde ein mächtiger sächsischer Westriegel gesetzt, der vermutlich zwei Türme umfasste. Die teilweise Zerstörung der burgartigen Anlage erfolgte im 12. oder 13. Jahrhundert, nach einem gemeinsamen Beschluss von König Friedrich Barbarossa und Wichmann, dem Magdeburger Erzbischof.
Die Kirche wurde im 13. Jahrhundert restauriert. Der westliche Triumphbogen wurde erneuert, der östliche ist bis heute ottonisch. Es wurden neue, größere lanzettförmige Fenster angebracht.
Im 16. Jahrhundert wurde die Nordwand des Querhauses erneuert, als die Anlage protestantisches Stift wurde. Nach der Aufhebung des Stiftes begann die Kirche zu verfallen. Nachdem 1829 die Dächer der Seitenschiffe abgebrochen worden waren, wurde die Kirche der Gemeinde Walbeck als Armenhaus geschenkt. 1855 wurde die Apsis, 1888 das Dach des Hauptschiffes samt Dachreiter abgebrochen. 1908 stürzte die nördliche Arkadenwand ein. Heute fehlen die nördliche Arkadenwand, die Mauern der Seitenschiffe, die Apsis und große Teile des Westwerkes. Ab 1934 wurde die Ruine systematisch erforscht, dabei wurde die Grabtumba Lothars II. aufgefunden, die heute in der Ortskirche von Walbeck aufgestellt ist. Es erfolgte eine systematische Ausgrabung und Sicherung der Ruine vor weiterem Verfall. Nach dem Ende des Zweiten Weltkriegs befand sich die Kirche in der Sperrzone der Innerdeutschen Grenze. Aufgrund dieser Lage war die Ruine unzugänglich, eine Forschung am Objekt unmöglich, allerdings schützte die Lage im Sperrgebiet die Ruine auch vor schädigenden Veränderungen. Seit 1980 steht die Ruine unter Denkmalschutz. Erst nach der Wiedervereinigung erfolgte ab 1998 eine Baudokumentation und Neubewertung der Befunde durch die Forscher der TU Berlin. Die Ruine wurde erneut restauriert.

## Forschungsergebnisse

### Der Ursprungsbau

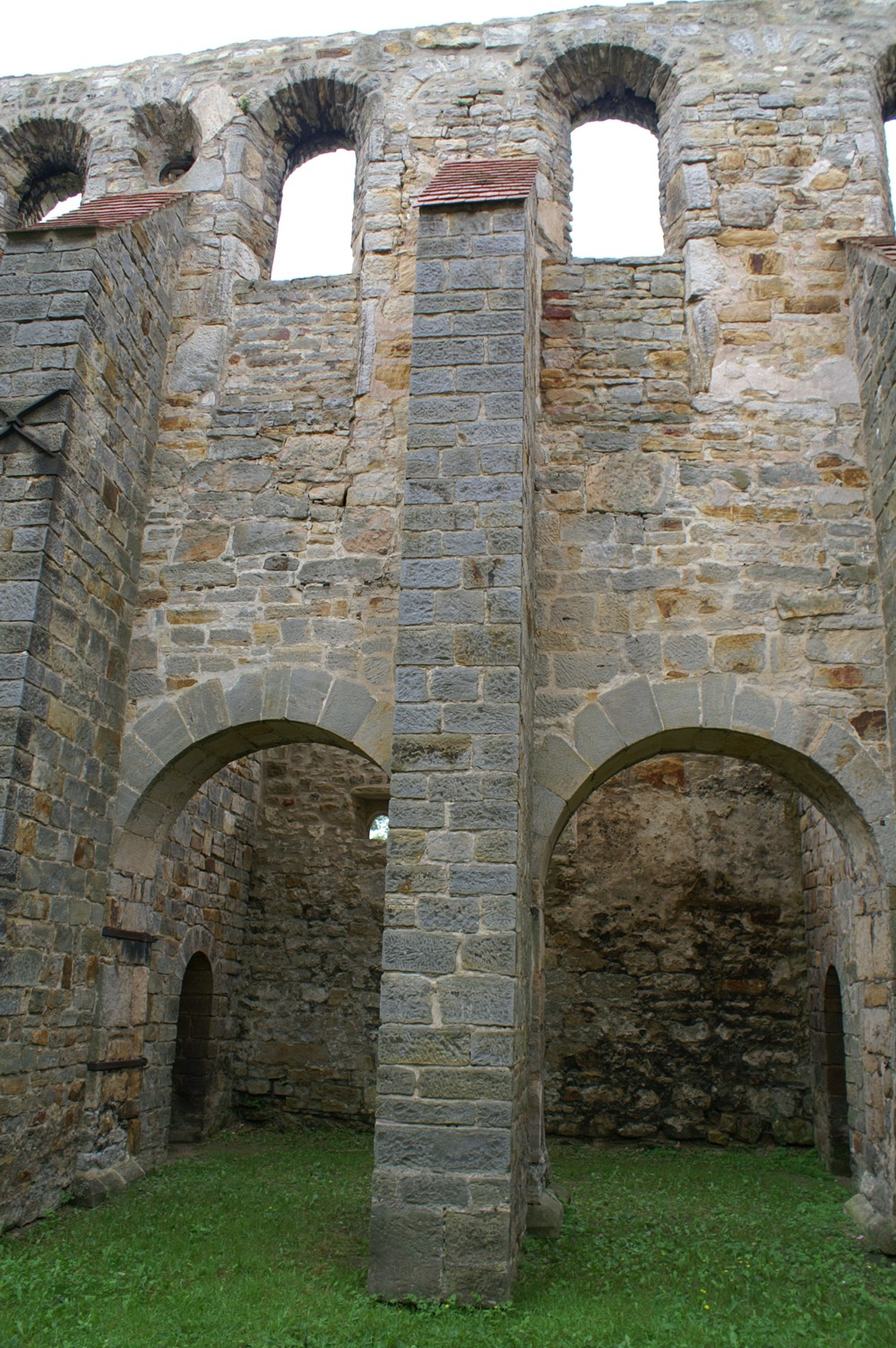
Deutlich zu erkennen liegt das rechte Obergadenfenster nicht in der Achse der Arkade darunter

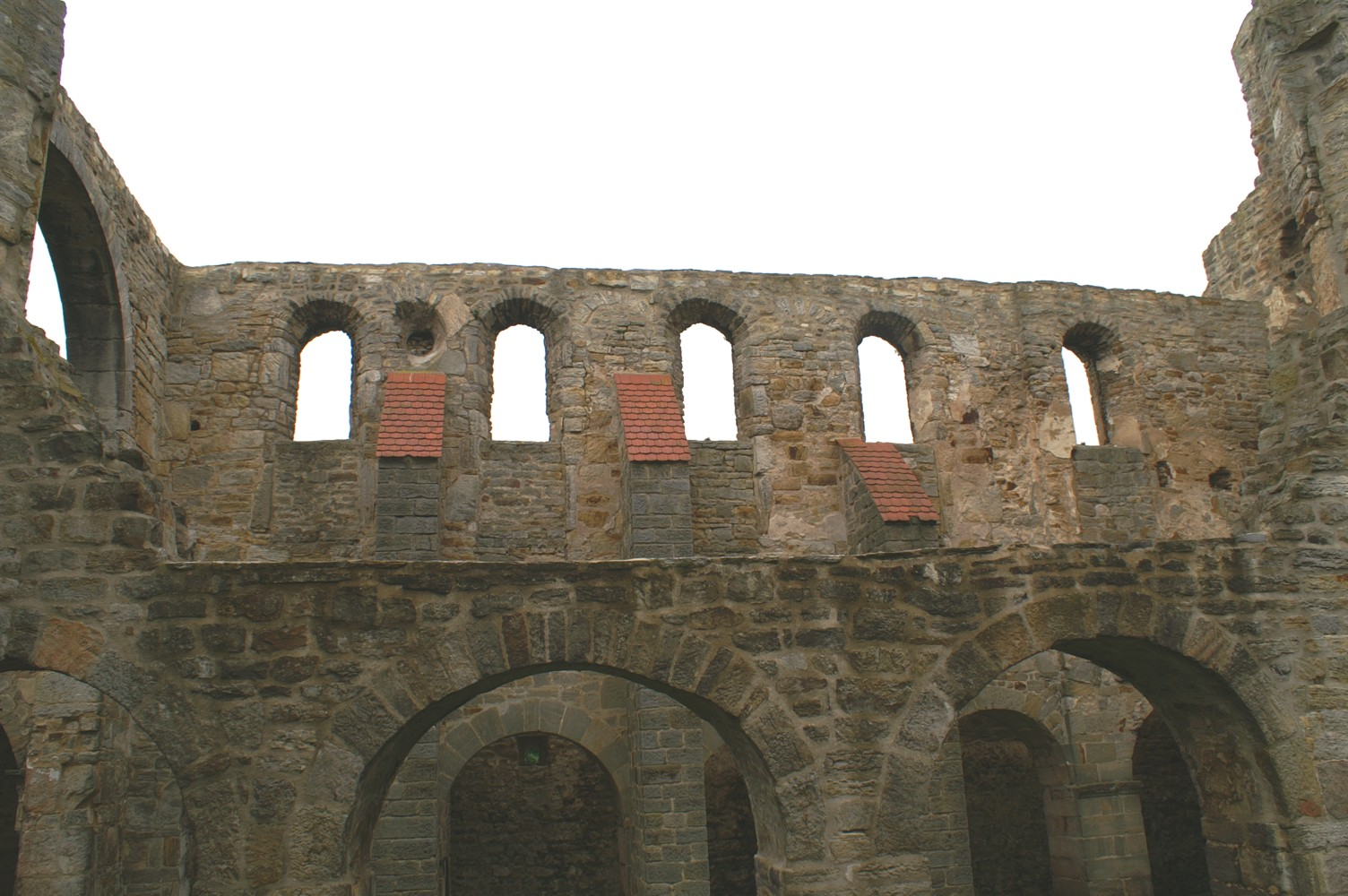
Die vermauerten Oculi und die nach oben versetzten Fenster

In der älteren Literatur ist die Stiftskirche Walbeck als Pfeilerbasilika mit einem wenig ausladenden Querhaus bezeichnet, diese Angabe findet sich auch noch vereinzelt. Ursache hierfür war, dass die Forschung gewohnt war, für Großkirchen der Ottonenzeit basilikale Formen und für nachgeordnete Kirchen Saalkirchen mit Apsis anzunehmen. Der Bautypus einer Saalkirche mit römischem Querhaus und Apsis vermittelt zwischen diesen beiden Typen. Die Hinzufügung gerade eines durchgehenden Querhauses erhob diese Kirchen über einfache Saalkirchen und setzte einen deutlichen Akzent. Ähnliche Bauten sind beispielsweise mit der Kirche Im Saal in Ingelheim am Rhein erhalten.
Eine Basilika konnte in Walbeck jedoch, wie Cramer und Breitling nachwiesen, nicht ursprünglich vorgelegen haben. Zum einen liegen die Fenster der Obergaden nicht in der Achse der Arkaden, zum anderen fehlt der für ottonische Basiliken dieser Epoche typische Stützenwechsel, da die Seitenschiffe nur durch Pfeiler ohne eine einzige Säule abgetrennt waren. Die Arkaden wurden daher nachträglich in die ursprünglichen Wände des Kirchensaales gebrochen, als die Seitenschiffe angebaut wurden. Lediglich Teile der Wand blieben in den Pfeilern erhalten. Der Anbau der Seitenschiffe erforderte auch Veränderungen an den Fenstern, da die Seitenschiffe mit Pultdächern versehen wurden, die sowohl die Fensteröffnungen in der Westwand des südlichen Querschiffes wie auch die Fensteröffnungen des Saales teilweise überschnitten. Der Baumeister des Umbaus löste dieses Problem, indem er die Fenster nach oben verlängerte und nach unten verkürzte, so dass sie in den Obergaden passten. Zwischen den Fenstern sind knapp unter der Dachtraufe liegende Oculi zu erkennen, die beim Umbau vermauert wurden, diese Oculi gehören ebenfalls zur Wandgestaltung des Ursprungsbaus. Der Kirchensaal erhielt sein Licht durch diese Oculi und die eine Wandzone tiefer gesetzten großen Rundbogenfenster mit schräg eingesetzter Laibung. Im Südarm des Querhauses befanden sich zwei übereinander liegende Rundbogenfenster in der Westwand, in der Ostwand ein Rundbogenfenster über einem Durchgang zur Klausur. Im Nordarm des Querhauses befanden sich überlange Rundbogenfenster, die Apsis verfügte über wenigstens drei Fenster. Insgesamt nahmen Fenster ein Fünfzehntel der Wandfläche des Kirchenschiffs ein, im Querhaus sogar ein Elftel der Wandfläche. Die Kirche war damit sehr lichtreich. Ähnliche Verhältnisse von Fensteranteil und Wandfläche lassen sich für andere ottonische Kirchenbauten nachweisen. Ottonische Kirchen waren damit lichtreicher als spätere romanische Kirchen.

### Fenster
Die ehemaligen Stiftskirche zeichnete sich durch einen großen Variantenreichtum an Fensterformen aus. Allen Fensteröffnungen ist jedoch gemeinsam, dass keine Gewändesteine die Öffnungen umschließen, wie es bei späteren Bauten die Regel ist. Die Oculi wie auch die Rundbögen der Fenster werden durch kleine, unregelmäßig zugehauene Steine gebildet. Die senkrechten Laibungen werden stets durch mehrere Steine gebildet.
Die Fenster waren von hölzernen Blockrahmen gefasst, die in das Mauerwerk eingebaut und mit diesem errichtet wurden. Die Fensterrahmen lagen damit mitten in der Wand. Das Holz der Rahmen ist größtenteils verwittert, eine Probe aus dem Bereich eines Oculus konnte jedoch durch das Leibniz-Labor der Universität Kiel mit Hilfe der Radiokohlenstoffdatierung auf das Jahr 943 datiert werden. Die Bauweise der Fensterrahmen kann durch Abdrücke im Mörtel erschlossen werden, danach bestanden die Rahmen der Rundbogenfenster aus vier Bohlen von fünf bis acht Zentimeter Stärke, die sich an den Fensterecken überlappten. Die Rahmen der Oculi waren aus etwa 12 Zentimeter starken Bohlen ausgeschnitten. Aus der Konstruktion der Rahmen wird auf einen durchscheinenden Verschluss der Fensteröffnung geschlossen.

### Mauerwerk

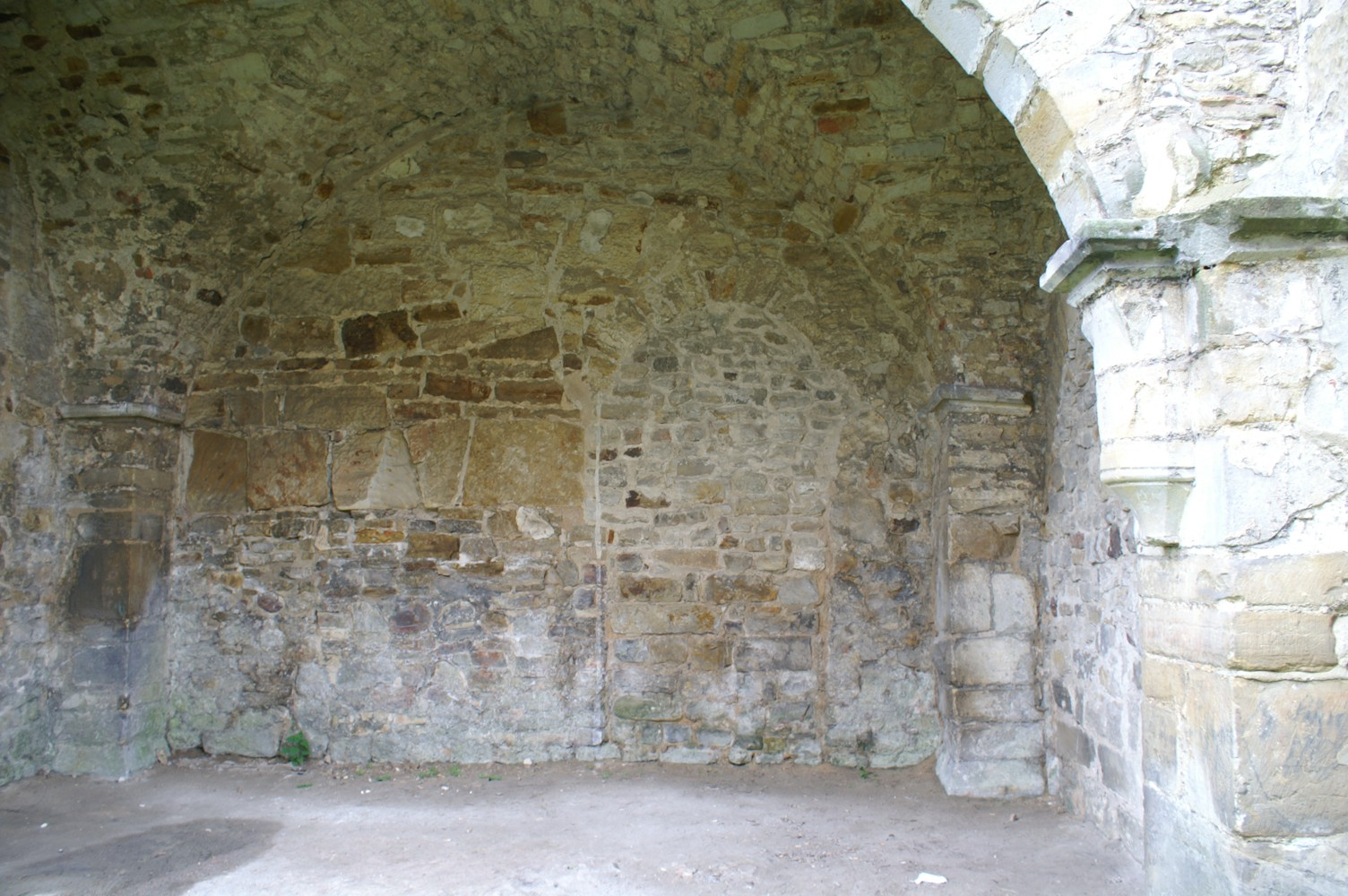
Auf diesem Bild ist die Verwendung sehr unterschiedlich großer Mauersteine neben dem vermauerten Eingang gut zu erkennen.

Die Stiftskirche Walbeck wurde in der Art des antiken opus implectum zweischalig aufgemauert. Diese Bautechnik war im 10. Jahrhundert nicht ungewöhnlich. In Walbeck kann am Maueraufbau jedoch festgestellt werden, dass die Bautechniker zwar den Großsteinbau anstrebten, ihn aber noch nicht im Geringsten beherrschten. In den Wänden sind Steine von völlig unterschiedlicher Größe sichtbar, der Mörtelanteil an der Wandfläche ist sehr hoch und durchlaufende Horizontalfugen nicht vorhanden. An den Gebäudekanten waren die Baumeister um eine klare Kantenquaderung zwar bemüht, dennoch blieb die Anordnung der Blöcke unsystematisch und mitunter bautechnisch eher fraglich. Das Bemühen um den Großsteinbau wird auch bei den besonders großen Steinen in der Wandfläche deutlich, die zumeist eher dünne Platten sind, die hochkant vermauert wurden.
Bei der etwa ab 1010, also zwei Generationen später begonnenen Michaeliskirche in Hildesheim ist die in Walbeck vorzufindende unsystematische Großplattenbauweise bereits stark verfeinert. Zwar finden sich dort noch immer hochkant gestellte Platten, die den Eindruck massiver Quader hervorrufen, die Fugen sind jedoch bereits deutlich enger und gleichmäßiger als in Walbeck. Weiter verfeinert entwickelte sich aus der in Walbeck nachgewiesenen Bautechnik der Quaderbau der Salierzeit.